# Sam Nujoma Stadium
Sam Nujoma Stadium – wielofunkcyjny stadion w Windhuku, w Namibii. Obiekt może pomieścić 12300 widzów. Został otwarty w 2005 roku. Swoje spotkania rozgrywają na nim drużyny Civics FC Windhuk, Orlando Pirates Windhuk, Black Africa Windhuk i United Africa Tigers Windhuk.